# タイラ・バンクス
タイラ・リン・バンクス（Tyra Lynne Banks、1973年12月4日 - ）は、アメリカ合衆国の女性ファッションモデル、女優、テレビ司会者、プロデューサー、実業家である。カリフォルニア州イングルウッドで生まれた彼女は、15歳でモデルとしての経歴を開始し、「GQ」の表紙を飾った最初のアフリカ系アメリカ人女性となり、「スポーツ・イラストレイテッド」水着特集号に2度登場した。彼女は1997年から2005年までヴィクトリアズ・シークレットの専属モデル（エンジェル）を務めた。2000年代初期までに、バンクスは世界の最も稼ぐモデルの1人だった。

## 人物
1993年にテレビドラマ「ベルエアのフレッシュプリンス」に出演し、1995年に「ハイヤー・ラーニング」で映画デビューを果たした。ディズニー・チャンネルの「スーパードール/パパが人形に恋をした」やヒット映画「コヨーテ・アグリー」では重要な役柄を演じた。彼女は恋愛映画「ラブ&バスケットボール」とホラー映画「ハロウィン レザレクション」で小さな役を演じ、テレビシリーズ「ゴシップガール」や「glee/グリー」などにも出演している。
2003年、バンクスが司会兼製作総指揮を務める長寿リアリティ番組「America's Next Top Model」の放送が開始。2015年10月に降板し、リタ・オラが司会に就任したが、第24シーズンでオラに代わり番組に復帰した。バンクスは「トゥルー・ビューティー」の共同制作者であり、自身のトーク番組「タイラ・バンクス・ショー」を持っていた。「タイラ・バンクス・ショー」は、デイタイム・エミー賞のトーク番組部門を2度受賞している。2015年に、トーク番組「FABLife」を2か月間放送。2017年、バンクスはニック・キャノンに代わって「アメリカズ・ゴット・タレント」の司会に就任した。
2010年、自身の人生を基にしたヤングアダルト小説「Modelland」を発表し、2011年にニューヨーク・タイムズ・ベストセラー・リストに選ばれた。「タイム」が選ぶ世界で最も影響力のある人物に選ばれた。2009年10月、経済誌フォーブス誌が「最も稼いでいる女性セレブ」のランキングを発表し、前年の収入が3,000万ドル（日本円で約27億円）で1位にランクインした。

## 経歴

### ファッションモデル
カリフォルニア州イングルウッドに生まれる。
15歳でモデルとしてデビューして以来、ナオミ・キャンベルに次ぐ黒人モデルとして人気を博し、アメリカの化粧品ブランド「カバーガール」のイメージキャラクターも務めた。

### 女優
女優としても『ハイヤー・ラーニング』（1995年）、『コヨーテ・アグリー』（2000年）、『ハロウィン・レザレクション』（2002年）などの映画に出演している。マイケル・ジャクソンの楽曲『Black or White』のプロモーション・ビデオにカメオ出演を果たしていることも一部で有名である。

### テレビ司会者
2003年、10人のモデル志望者の素人から一人を選出していく『America's Next Top Model』というリアリティ番組に出演する。この番組ではプロデューサーと司会を務めている。現在、この番組は世界的にリメイクされており、その数は実に14ヶ国版にもなる。その一つ、ドイツ版の『Germany's Next Top Model』では、スーパーモデルのハイディ・クラムが司会を務めている。本家本元であるアメリカ版は、2010年9月より第15シーズンが放送された。
自身が司会を務めたトーク番組『タイラ・バンクス・ショー』では、お節介焼きな性格丸出しで質問するスタイルが人気を集めた。この番組では、ビヨンセの楽曲『Deja Vu』のプロモーション・ビデオをパロディ化し、話題を集めた。